# Cristian Bonilla
Cristian Harson Bonilla Garzón (ur. 2 czerwca 1993 w Envigado) – kolumbijski piłkarz występujący na pozycji bramkarza w kolumbijskim klubie Atlético Nacional. Wychowanek Boyacá Chicó, w swojej karierze grał także w La Equidad. Znalazł się w kadrze reprezentacji Kolumbii na Copa América 2016.